# Achíleas-Andréas de Grèce
Achíleas-Andréas (ou Achille) de Grèce (grec moderne : Αχιλλέας Ανδρέας της Ελλάδας), prince de Grèce et de Danemark, également connu sous le pseudonyme Achie Miller, est né le 12 août 2000 à New York, aux États-Unis. Second fils du diadoque Paul de Grèce et de Marie-Chantal Miller, c'est un membre de la famille royale de Grèce. Il est actuellement second dans l'ordre de succession à l'ancien trône des Hellènes.

## Famille
Par son père, il est membre des familles royales de Grèce et de Danemark, comme descendant du roi Christian IX de Danemark. Ses grands-parents paternels sont Constantin II, roi des Hellènes, et la princesse Anne-Marie de Danemark,,.
Du côté de sa mère, le prince est le petit-fils du milliardaire américain Robert Warren Miller et de María Clara Pesantes. Le grand-père maternel d'Achíleas-Andréas descend de passagers du Mayflower et est apparenté à la gentry anglo-américaine, pouvant descendre des rois Henri Ier d'Angleterre et Louis IV de France.

## Biographie

### Enfance et éducation
Le prince Achíleas-Andréas naît le 12 août 2000 au Weill Medical College de New York. Le 7 juin 2001, il est baptisé au sein de l'Église orthodoxe en la cathédrale Sainte-Sophie de Londres. Ses sept parrains et marraines sont : l'infante Elena d'Espagne, la princesse Théodora de Grèce, le prince Alexandre von Fürstenberg, le prince Guillaume de Luxembourg, le prince Kardam de Bulgarie, la princesse Rosario de Bulgarie et Verónica Toubs, une amie de la famille.
Il est le frère cadet de la princesse María Olympía de Grèce et du prince Constantin Alexios de Grèce ainsi que le frère aîné des princes Odysséas Kímon et Aristídis Stávros de Grèce. Il est second dans l'ordre de succession théorique au trône des Hellènes,.
En 2004, ses parents s'installent à Londres pour les études de leurs enfants et le jeune prince fréquente le Wellington College, dans le Berkshire. En 2018, il rejoint l'université de New York, dont il sort diplômé en arts en mai 2023.

### Carrière comme acteur
Entre 2017 et 2019, il apparaît dans cinq épisodes de la série Amour, Gloire et Beauté, dans laquelle sa tante, la princesse Théodora de Grèce, a joué pendant sept ans,,. 
Sous le pseudonyme de « Achie Miller », il fait une apparition dans le film Le Challenge (2023) au côté de Jennifer Lawrence,.

### Vie personnelle
Entre 2021 et 2024, le prince Achíleas-Andréas de Grèce est en couple avec Isabella Massenet, fille de Dame Natalie Massenet (en), la cofondatrice anglo-américaine du groupe de mode Yoox Net-a-Porter Group, le « plus grand magasin (e-shop) de luxe du monde ».

## Titulature
Les titres et honneurs portés par les membres de la maison de Grèce n'ont pas d'existence juridique en Grèce et sont considérés comme des titres de courtoisie. Ils sont attribués par le chef de maison.
- Depuis le 12 août 2000 : Son Altesse Royale le prince Achíleas-Andréas, prince de Grèce et de Danemark.

## Quartiers du prince
|  |                                  |  |  |  |  |  |  |  |  |  |  |  |  |  |  |  |
|  | 8. Paul Ier de Grèce             |  |  |  |  |  |  |  |  |  |  |  |  |  |  |  |
|  |                                  |  |  |  |  |  |  |  |  |  |  |  |  |  |  |  |
|  |                                  |  |  |  |  |  |  |  |  |  |  |  |  |  |  |  |
|  | 4. Constantin II de Grèce        |  |  |  |  |  |  |  |  |  |  |  |  |  |  |  |
|  |                                  |  |  |  |  |  |  |  |  |  |  |  |  |  |  |  |
|  |                                  |  |  |  |  |  |  |  |  |  |  |  |  |  |  |  |
|  | 9. Frederika de Hanovre          |  |  |  |  |  |  |  |  |  |  |  |  |  |  |  |
|  |                                  |  |  |  |  |  |  |  |  |  |  |  |  |  |  |  |
|  |                                  |  |  |  |  |  |  |  |  |  |  |  |  |  |  |  |
|  | 2. Paul de Grèce                 |  |  |  |  |  |  |  |  |  |  |  |  |  |  |  |
|  |                                  |  |  |  |  |  |  |  |  |  |  |  |  |  |  |  |
|  |                                  |  |  |  |  |  |  |  |  |  |  |  |  |  |  |  |
|  | 10. Frédéric IX de Danemark      |  |  |  |  |  |  |  |  |  |  |  |  |  |  |  |
|  |                                  |  |  |  |  |  |  |  |  |  |  |  |  |  |  |  |
|  |                                  |  |  |  |  |  |  |  |  |  |  |  |  |  |  |  |
|  | 5. Anne-Marie de Danemark        |  |  |  |  |  |  |  |  |  |  |  |  |  |  |  |
|  |                                  |  |  |  |  |  |  |  |  |  |  |  |  |  |  |  |
|  |                                  |  |  |  |  |  |  |  |  |  |  |  |  |  |  |  |
|  | 11. Ingrid de Suède              |  |  |  |  |  |  |  |  |  |  |  |  |  |  |  |
|  |                                  |  |  |  |  |  |  |  |  |  |  |  |  |  |  |  |
|  |                                  |  |  |  |  |  |  |  |  |  |  |  |  |  |  |  |
|  | 1. Achíleas-Andréas de Grèce     |  |  |  |  |  |  |  |  |  |  |  |  |  |  |  |
|  |                                  |  |  |  |  |  |  |  |  |  |  |  |  |  |  |  |
|  |                                  |  |  |  |  |  |  |  |  |  |  |  |  |  |  |  |
|  | 12. Ellis Warren Appleton Miller |  |  |  |  |  |  |  |  |  |  |  |  |  |  |  |
|  |                                  |  |  |  |  |  |  |  |  |  |  |  |  |  |  |  |
|  |                                  |  |  |  |  |  |  |  |  |  |  |  |  |  |  |  |
|  | 6. Robert Warren Miller          |  |  |  |  |  |  |  |  |  |  |  |  |  |  |  |
|  |                                  |  |  |  |  |  |  |  |  |  |  |  |  |  |  |  |
|  |                                  |  |  |  |  |  |  |  |  |  |  |  |  |  |  |  |
|  | 13. Sophia June Squarebriggs     |  |  |  |  |  |  |  |  |  |  |  |  |  |  |  |
|  |                                  |  |  |  |  |  |  |  |  |  |  |  |  |  |  |  |
|  |                                  |  |  |  |  |  |  |  |  |  |  |  |  |  |  |  |
|  | 3. Marie-Chantal Miller          |  |  |  |  |  |  |  |  |  |  |  |  |  |  |  |
|  |                                  |  |  |  |  |  |  |  |  |  |  |  |  |  |  |  |
|  |                                  |  |  |  |  |  |  |  |  |  |  |  |  |  |  |  |
|  | 14. Servando Pesantes Chanduy    |  |  |  |  |  |  |  |  |  |  |  |  |  |  |  |
|  |                                  |  |  |  |  |  |  |  |  |  |  |  |  |  |  |  |
|  |                                  |  |  |  |  |  |  |  |  |  |  |  |  |  |  |  |
|  | 7. María Clara Pesantes Becerra  |  |  |  |  |  |  |  |  |  |  |  |  |  |  |  |
|  |                                  |  |  |  |  |  |  |  |  |  |  |  |  |  |  |  |
|  |                                  |  |  |  |  |  |  |  |  |  |  |  |  |  |  |  |
|  | 15. Beatriz Becerra              |  |  |  |  |  |  |  |  |  |  |  |  |  |  |  |
|  |                                  |  |  |  |  |  |  |  |  |  |  |  |  |  |  |  |
|  |                                  |  |  |  |  |  |  |  |  |  |  |  |  |  |  |  |